# Love, Death & Robots
Love, Death & Robots (resa graficamente come LOVE DEATH + R⬤BOTS e con i simboli ❤️❌🤖) è una serie antologica di animazione per adulti prodotta da Joshua Donen, David Fincher, Jennifer Miller e Tim Miller per Netflix.
Ognuno degli episodi della serie è realizzato da un team di animatori differente e proveniente da diversi paesi. Gli episodi abbracciano vari generi, tra cui fantascienza, horror e commedia, tutti legati dalle tematiche dell'amore, della morte e dei robot. La serie presenta un cast corale che comprende Mary Elizabeth Winstead, Gary Cole, Chris Parnell, John DiMaggio, Christine Adams, Josh Brener, Nolan North, Samira Wiley e Topher Grace.

## Episodi
| Stagione         | Episodi | Pubblicazione |
| ---------------- | ------- | ------------- |
| Prima stagione   | 18      | 2019          |
| Seconda stagione | 8       | 2021          |
| Terza stagione   | 9       | 2022          |
| Quarta stagione  | 10      | 2025          |

## Sviluppo
Alla fine degli anni duemila David Fincher e Tim Miller erano al lavoro su un remake del film d'animazione Heavy Metal (1981); il progetto, annunciato nel 2008, avrebbe dovuto essere prodotto da Paramount Pictures, ma Fincher e Miller non riuscirono a trovare i fondi necessari per la produzione del film. Dopo l'uscita del film Deadpool (2016), diretto da Miller, Fincher propose di sfruttare la sua popolarità per tentare nuovamente di realizzare il film, salvo poi decidere di trasformare il progetto in una serie animata per Netflix.

## Produzione
La produzione degli episodi ha coinvolto vari studi, tra cui Blur Studio. Blur non solo ha guidato il progetto, ma ha anche contribuito con tre cortometraggi di propria produzione. Vedendo questa come un'opportunità per mostrare la propria potenza creativa, Blur si è basata sullo stile cinematografico di gioco iper-realistico per cui è conosciuta, ampliato anche in uno stile 3D dipinto a mano, quasi emulando uno stile 2D. Dietro ogni esperimento c'era Vray, il motore di rendering vincitore del premio Oscar utilizzato da Blur dal 2009.

## Distribuzione
La prima stagione, composta da 18 episodi, è stata pubblicata su Netflix il 15 marzo 2019. Nel giugno 2019 quest'ultima ha rinnovato la serie per una seconda stagione, che ha debuttato il 14 maggio 2021. Il 9 maggio 2022 è stato pubblicato il trailer della terza stagione che è uscita il 20 maggio dello stesso anno. Ad agosto 2022 è stato confermato il rinnovo per la quarta stagione.

## Accoglienza
La serie è stata accolta positivamente dalla critica. Sull'aggregatore di recensioni la prima stagione ha una percentuale di gradimento del 77%, con un voto medio di 7.03 su 10, basato su 43 recensioni. Il commento del sito recita: "Questa antologia d'animazione ha abbastanza morte per soddisfare gli appassionati di cyberpunk che amano che i loro robot abbiano influenze heavy metal, ma le sue nobili ambizioni sono spesso minate da una fissazione con il gore e il titillamento".